# Johann Demmler
Johann Demmler (* 22. Mai 1834 in Nassenbeuren; † 30. März 1902 in Mindelheim) war ein bayerischer Politiker, Landwirt und Gutsbesitzer. 
Demmler gehörte der Bayerischen Patriotenpartei an und war von 19. Mai 1874, in Nachfolge für Karl Hofmann (Bayerische Patriotenpartei, Huttler-Gruppe), Mitglied der Kammer der Abgeordneten von 1869 bis 1874, bis 1886 Mitglied in der Kammer der Abgeordneten (Bayern). Anfangs saß er für den Wahlbezirk Mindelheim/Schw und ab 1881 für den Wahlkreis Augsburg II/Schw in der Kammer der Abgeordneten.